# Hadena lowei
Hadena lowei là một loài bướm đêm trong họ Noctuidae.